# Ancient (Kitaro)
Ancient is een studioalbum van de Japanse muzikant Kitaro. Het album werd op 8 mei 2001 uitgebracht en telt 15 nummers. De muziek werd gebruikt als soundtrack voor een documentaire over oude landschappen van Egypte, India, Mesopotamië en China.
Het album kwam in de Billboard Top-10 van beste new age-albums terecht, en werd in 2002 genomineerd voor de 44e Grammy Award voor Album of the Year in de categorie Beste new age-album.

## Nummers
Het album bevat de volgende nummers:
| Nr. | Titel               | Duur |
| --- | ------------------- | ---- |
| 1.  | Prologue            | 0:35 |
| 2.  | Nile                | 4:10 |
| 3.  | Ancient Of Wind     | 2:01 |
| 4.  | Ritual Dance        | 3:35 |
| 5.  | Water Of Mastery    | 3:07 |
| 6.  | Tumba Dance         | 4:39 |
| 7.  | Wave From Ancient   | 2:56 |
| 8.  | Spirit Of Harp      | 2:59 |
| 9.  | Great Pyramid       | 3:53 |
| 10. | Mysterious Triangle | 4:11 |
| 11. | Itonami             | 5:50 |
| 12. | Unicorn             | 3:46 |
| 13. | Crystal Sand        | 3:37 |
| 14. | Dholavira           | 5:04 |
| 15. | Beyond              | 5:35 |

## Medewerkers
- Kitaro - keyboards
- Gary Barlough - technicus
- Barry Goldberg - mixage
- Doug Sax - mastering